# Cchao Cchao
Cchao Cchao (čínsky pchin-jinem Cáo Cāo, znaky 曹操; 155–220) byl vojevůdce a ministr dynastie východní Chan, který se dostal k moci v závěru vlády dynastie. Byl jednou z nejdůležitějších osob období tří říší. Podílel se na potlačení rolnického povstání Žlutých šátků. Od roku 196 vládl severní části říše Východní Chan. Snažil se o dobytí jižní Číny, ale byl poražen v říční bitvě u Rudých útesů svými rivaly Liou Pejem a Sun Čchüanem (což bylo zpracováno v moderním čínském velkofilmu Krvavé pobřeží).
Cchao Cchao byl také básníkem, mnoho jeho básní se zachovalo dodnes a patří ke klasickému repertoáru čínské poezie. Se svými syny Cchao Pchim a Cchao Č’em založil nový styl poezie, zvaný ťien-an. Cchao Pchej v roce 220 založil stát Wej a Cchao Cchao byl posmrtně jmenován jeho prvním císařem (posmrtné jméno císař Wu).